# Pterospermum subinaequale
Pterospermum subinaequale är en malvaväxtart som beskrevs av Friedrich Anton Wilhelm Miquel. Pterospermum subinaequale ingår i släktet Pterospermum och familjen malvaväxter. Inga underarter finns listade i Catalogue of Life.